# Spessart
Spessart er en lav bjergkæde i det nordvestlige Bayern og den sydlige del af Hessen i Tyskland. Floden Main slår et stort sving rundt om Spessart og løber langs tre af siderne på bjergkæden. Den er 75 kilometer lang, og når op i en højde fra 450 til 580 meter, og dækker et areal på 	2.440 km². Højeste top er Geiersberg på 586 meter. Bjergenes hovedmasse består af trias-sandsten, kun i de nordlige dele optræder ældre bjergarter, og der brydes jernmalm og basalt. Spessart er bevokset med tætte skove, med især eg og bøg. Den er gennemskåret af dybe dale mest brat i den østlige del, mod vest et mere sammenhængende højland med afrundede toppe.
To store byer, Aschaffenburg og Würzburg, ligger ved foden af Spessart.
Selv om Speessart er let cirkelformet strækker hovedryggen sig fra sydvest til nordøst. Den støder op til Odenwald i sydvest og til Rhön i nordøst. 
En stor del af området udgør Naturpark Spessart, der har områder i begge delstater.
49°54′09″N 9°25′43″Ø / 49.9025°N 9.4286°Ø